# Gonçalo Teixeira
Gonçalo Viriato Teixeira (ur. 20 sierpnia 1988 w Lizbonie) – portugalski model.
W 2005 roku jako 17-latek przy wzroście 182 cm wygrał konkurs, organizowany przez prestiżową agencję Elite Model Look, i podjął współpracę ze światowymi markami. Reprezentował Next London, Kult Model Agency w Hamburgu, Premium Models w Paryżu, Wilhelmina w Nowym Jorku, Elite Model Management w Mediolanie, Central Models w Lizbonie i Sight Management Studio w Barcelonie. 
Uczestniczył w licznych kampaniach reklamowych, m.in.: Armaniego, Julipet Underwear, Benetton Group, Striessnig, Boomboogie, John Richomnd i Guess. W 2009 stała się twarzą Climber w Turcji. Jego twarz ozdabiała okładki międzynarodowych wydań magazynów mody: Vogue, GQ (edycja rosyjska i portugalska) i Men’s Health.
W 2016 roku na stronie internetowej models.com został uznany jako jeden z 52. najpiękniejszych modeli na świecie.

## Nagrody
- 2012 - Vogue Fashion TV Award - Najlepszy model[12]
- 2012 - Globos de Ouro - Najlepszy model[13]
- 2013 - Globos de Ouro - Najlepszy model[14]
- 2016 - Globos de Ouro - Najlepszy model[15]